# Manuel Freitas (Mau Buti)

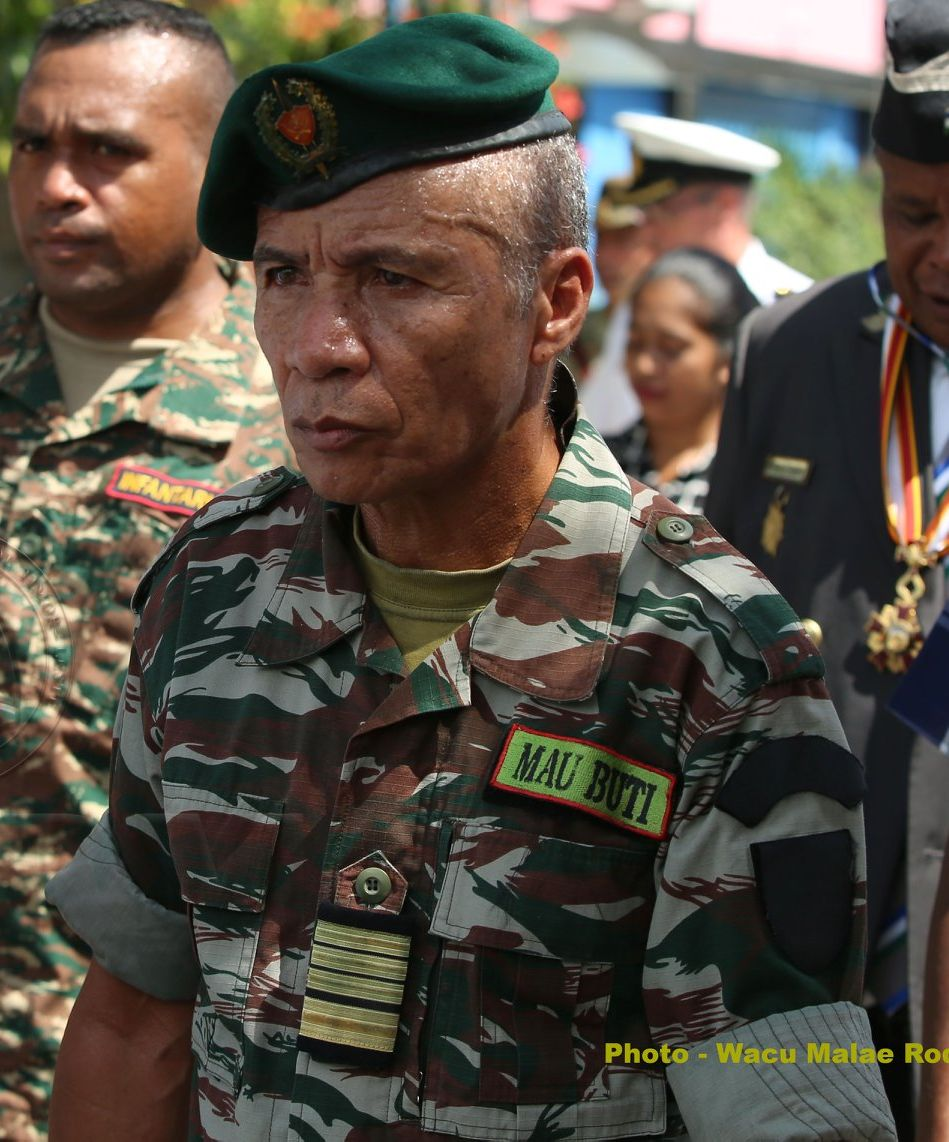
Manuel Freitas (Mau Buti), 2020

Manuel Freitas (* 15. August 1956), Kampfname Mau Buti, ist ein osttimoresischer Soldat und ehemaliger Freiheitskämpfer.
In der Zeit des Befreiungskampfes gegen Indonesien bis 1999 stieg er auf bis zum zweiten Regionalkommandanten. 2006 wurde Freitas daher mit dem Ordem da Guerrilha und 2018 mit dem Collar des Ordem de Timor-Leste ausgezeichnet. In den Verteidigungskräften Osttimors (F-FDTL) hat er den Rang eines Coronel (Oberst).
Freitas gehörte zu den Offizieren der F-FDTL, denen ein Bericht der Vereinten Nationen vorwarf, während der Unruhen in Osttimor 2006 Waffen an Zivilisten ausgegeben zu haben. Die Vorwürfe blieben für die Offiziere folgenlos.